# Glycéraldéhyde-3-phosphate
Pour les articles homonymes, voir GAP.
Le glycéraldéhyde-3-phosphate, également appelé 3-phosphoglycéraldéhyde et couramment abrégé en G3P ou GAP (ou PGAL par les anglophones), est un composé organique intervenant de façon centrale dans plusieurs voies métaboliques de la plupart des êtres vivants. Il s'agit d'un ester phosphorique du glycéraldéhyde, dont seul l'énantiomère D-glycéraldéhyde-3-phosphate est biologiquement actif. C'est un métabolite essentiel de la glycolyse, et il intervient également dans la phase non-oxydative de la voie des pentoses phosphates.

## Rôle dans la glycolyse

### Biosynthèse
|                                              | {\displaystyle \rightleftharpoons }          |                                              | +                                            |                                              |  |                                         | {\displaystyle \rightleftharpoons }     |                                         |
| Fru-1,6-DP                                   |                                              | G3P                                          |                                              | DHAP                                         |  | DHAP                                    |                                         | G3P                                     |
| Fructose-bisphosphate aldolase – EC 4.1.2.13 | Fructose-bisphosphate aldolase – EC 4.1.2.13 | Fructose-bisphosphate aldolase – EC 4.1.2.13 | Fructose-bisphosphate aldolase – EC 4.1.2.13 | Fructose-bisphosphate aldolase – EC 4.1.2.13 |  | Triose-phosphate isomérase – EC 5.3.1.1 | Triose-phosphate isomérase – EC 5.3.1.1 | Triose-phosphate isomérase – EC 5.3.1.1 |
Le β-D-fructose-1,6-bisphosphate produit au cours de la glycolyse est clivé par une lyase, la fructose-bisphosphate aldolase, en D-glycéraldéhyde-3-phosphate (G3P) et dihydroxyacétone phosphate (DHAP) ; cette dernière molécule est alors isomérisée en glycéraldéhyde-3-phosphate par la triose-phosphate isomérase. Ainsi, chaque molécule de fructose-1,6-bisphosphate donne en fin de compte deux molécules de glycéraldéhyde-3-phosphate.
Il existe deux classes d'aldolases susceptibles de cliver le β-D-fructose-1,6-bisphosphate : la classe I chez les animaux et les plantes, et la classe II chez les mycètes et les bactéries ; ces deux classes d'enzymes utilisent des mécanismes différents pour cliver ce cétose.

### Dégradation
|                                                         | + NAD+ + Pi {\displaystyle \rightleftharpoons } NADH + H+ + |         |
| G3P                                                     |                                                             | 1,3-BPG |
| Glycéraldéhyde-3-phosphate déshydrogénase – EC 1.2.1.12 |                                                             |         |
Le G3P est phosphorylé en 1,3-bisphospho-D-glycérate (1,3-BPG) par la glycéraldéhyde-3-phosphate déshydrogénase avec réduction concomitante d'une molécule de NAD+ en NADH + H+ ; c'est la seule étape de la glycolyse où il est formé du pouvoir réducteur, sous forme de NADH + H+. Cette réaction est équilibrée du point de vue de la charge électrique et du nombre d'atomes d'hydrogène par le fait que le phosphate inorganique (Pi) existe, dans le milieu cytoplasmique, sous forme d'ion hydrogénophosphate HPO42−.